# Híades (aglomerado aberto)

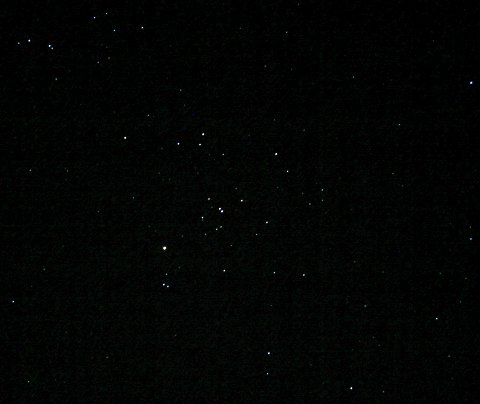
Híades

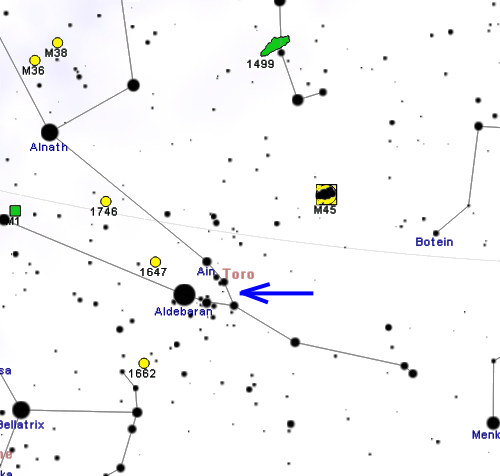
Híades

As Híades (Ὑάδες em grego) é um aglomerado estelar aberto localizado na constelação de Touro. As suas estrelas mais brilhantes formam um "V" oblíquo em redor da grande gigante Aldebarã (α Tau), a estrela mais brilhante no campo visual, a qual não faz parte deste aglomerado.

## História
As Híades, na mitologia grega, eram meio irmãs das Plêiades. Após a morte de Hyas, as Híades, choraram a sua morte com tanta veemência que faleceram de pena. Zeus, em reconhecimento deste amor, compadeceu-se delas convertindo-as em estrelas e situou-as na cabeça de Taurus, onde a sua saída anual vai acompanhada de chuva abundante.
Sendo um aglomerado visível à primeira vista, as Híades já eram conhecidas na Pré-História. Foram mencionadas por Homero em 750 a.C. e Hesíodo em 700 a.C.  Provavelmente catalogado pela primeira vez por Giovanni Batista Hodierna em 1654, Lewis Boss, em 1908, foi o primeiro a demonstrar que o conjunto de estrelas formavam um aglomerado. Charles Messier usou tabelas estelares que incluíam e etiquetavam as Híades, mas não as agregou no seu famoso catálogo.

## Características principais
As Híades encontram-se a 151 anos-luz de distância, sendo o aglomerado estelar mais próximo da Terra. Consta de 80 estrelas situadas numa esfera de 12 parsecs de diâmetro, cujo centro fica a 37 parsecs da Terra. Enquanto o aglomerado tem cerca de 75 anos-luz de diâmetro, o proeminente grupo central possui quase 10 anos-luz de diâmetro. O seu diagrama Hertzsprung-Russell mostra que as Híades têm uma idade de 625 ± 50 milhões de anos. Formaram-se provavelmente da mesma nuvem que  aglomerado de Praesede (M44).

## Membros mais importantes
Na tabela inferior recolhem-se as principais características das cinco estrelas mais brilhantes das Híades, todas elas estrelas gigantes. 
| Nome      | Denominação de Bayer | Magnitude aparente | Tipo espectral | Notas                        |
| --------- | -------------------- | ------------------ | -------------- | ---------------------------- |
|           | Theta2 Tauri         | 3,41               | A7III          |                              |
| Ain       | Épsilon Tauri        | 3,54               | G9.5III        | Possui um planeta extrasolar |
| Hyadum I  | Gamma Tauri          | 3,65               | K0III          |                              |
| Hyadum II | Delta1 Tauri         | 3,76               | K0III          |                              |
|           | Theta1 Tauri         | 3,85               | K0IIIb         |                              |

Fonte: Base de dados SIMBAD
Em dois das estrelas do aglomerado (79 Tauri e HD 28226), o excesso de emissão infravermelha sugere a presença de um disco circumestelar de poeira.